# 구스 고슬린

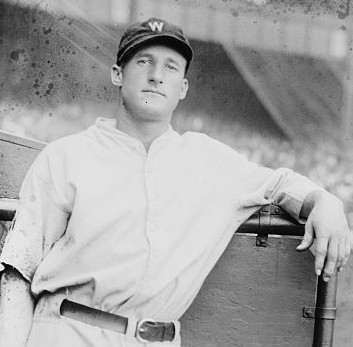
1924년의 고슬린

구스 고슬린(Goose Goslin) 또는 리언 앨런 "구스" 고슬린(Leon Allen "Goose" Goslin, 1900년 10월 16일 ~ 1971년 5월 15일)은 미국의 프로 야구 좌익수였다. 그는 1921년부터 1938년까지 메이저 리그 베이스볼의 워싱턴 세너터스, 세인트루이스 브라운스, 디트로이트 타이거스에서 뛰었다.
고슬린은 아메리칸 리그(AL)에서 3루타 부문에서 두 번 선두를 차지했으며, 11시즌 동안 타율 0.300 이상을 기록했다. 그는 1928년에 0.379의 타율로 AL 타격왕을 차지하며 워싱턴 세너터스 기록을 세웠다. 그는 좌익수로서 어시스트에서 5번, 풋아웃에서 4번 리그 선두를 차지했으며, 그의 좌익수로서의 4,141개의 풋아웃과 181개의 어시스트는 모두 역대 5위에 해당한다. 그의 173개의 3루타는 역대 22위이며, 0.316의 타율은 2,000경기 이상을 뛴 좌익수 중 역대 7위이다. 두 차례의 월드 시리즈 우승자인 그는 1968년 베테랑 위원회를 통해 미국 야구 명예의 전당에 헌액되었다.

## 초창기
1900년에 세일럼 (뉴저지주)에서 태어났다. 그는 포트 모트 근처에 있는 가족의 500에이커 규모의 낙농장에서 자랐다. 고슬린은 아침저녁으로 젖소를 착유하는 일을 담당했다. 처음에는 투수로서 그의 야구 실력이 두드러지자, 그는 듀폰에서 파트타임으로 일하면서 회사 야구팀에서 뛰는 조건을 받아들였다.

## 프로 야구

### 마이너 리그 (1920-1921)
고슬린은 1920년 19세의 나이로 사우스 애틀랜틱 리그 (1904년~1963년)의 컬럼비아 코머스에서 투수로서 프로 야구 경력을 시작했다. 1920년 시즌 동안 그는 6승 5패, 평균자책점 2.44를 기록했다. 또한 외야수로도 뛰면서 타율 0.317, 장타율 0.461을 기록했다. 1921년에는 컬럼비아로 돌아와 142경기에 출전하여 타율 0.390, 장타율 0.594, 67개의 장타를 기록했다.
고슬린은 유명 스카우트 조 엥겔에 의해 발굴되었다. 엥겔의 말을 들은 워싱턴 세너터스 구단주 클라크 그리피스는 직접 고슬린을 스카우트하기 위해 컬럼비아 (사우스캐롤라이나주)에서 열린 경기를 참관했다. 플라이볼이 고슬린의 머리를 맞혔고, 또 다른 공은 간신히 그를 비껴갔다. 고슬린은 그 경기에서 세 개의 홈런을 쳤고, 그리피스는 그에게 기회를 주기로 결정했다.

### "구스"
고슬린이 플라이볼을 판단하는 데 어려움을 겪는 것이 그의 별명 "구스"(거위)의 유래가 되었다. 상대 선수들은 고슬린이 팔을 흔들며 공을 쫓아갈 때 날개를 퍼덕이는 새와 같다고 말했다. 고슬린은 훌륭한 수비수는 아니었지만, 좋은 송구 어깨를 가지고 있었고, 1924년과 1925년에 외야수 어시스트에서 아메리칸 리그 선두를 차지했다. 그러나 어느 해 스프링 트레이닝 동안 고슬린은 트랙 앤드 필드 팀이 훈련하는 인접한 필드로 wanderered갔다. 고슬린은 포환던지기를 시도했고, 그 후 그의 송구 어깨는 예전 같지 않았다.

### 워싱턴 세너터스 (1921-1930)
20세의 고슬린은 1921년 시즌 마지막 두 주 동안 워싱턴 세너터스에서 뛰기 위해 메이저 리그로 콜업되었다. 그는 1921년 14경기에서 0.351의 출루율을 기록하며 유망한 모습을 보였고, 1922년에 세너터스의 주전이 되었다. 고슬린은 1922년에 93경기에 출전했으며, 1930년까지 세너터스의 좌익수로 자리를 잡았다. 고슬린은 1922년 첫 풀 시즌에서 0.324를 기록했으며, 이어서 1923년에는 99개의 타점을 기록하며 0.300의 시즌을 보냈다. 주루에서 빠른 발을 보여준 고슬린은 1923년에 18개의 3루타로 아메리칸 리그 선두를 차지했다.
1924년, 고슬린은 아메리칸 리그에서 129개의 타점을 기록하며 리그 최고의 타점 생산자 중 한 명으로 자리매김했으며, 타율 부문에서 7위(0.344)를 기록했다. 23세의 고슬린은 또한 사이클링 히트를 기록했으며, 17개의 3루타(2위), 299개의 루타수(4위), 199개의 안타(5위)를 기록하며 리그 선두권에 들었다. 1922년과 1923년에 패배 기록을 세웠던 세너터스는 고슬린의 활약으로 92승 시즌을 기록하고 1924년에 첫 월드 시리즈 챔피언십을 차지했다. 36세의 월터 존슨이 23승을 기여하고 젊은 고슬린이 129타점(팀의 다른 어떤 선수보다 50타점 더 많음)을 기록하면서, 세너터스는 양키스를 2경기 차로 앞서고 1924년 월드 시리즈에서 뉴욕 자이언츠를 꺾었다. 고슬린은 그 월드 시리즈에서 타율 0.344, 3홈런, 7타점, 장타율 0.656을 기록했다. 고슬린은 또한 1924년 월드 시리즈에서 3경기 동안 6연속 안타를 기록하며 월드 시리즈 기록을 세웠다. 이 기록은 1976년에 서먼 먼슨에 의해 타이가 되었고, 1990년에는 빌리 해처가 그 월드 시리즈에서 7연속 안타를 기록하며 깨졌다.
고슬린은 1925년 세너터스에서도 0.334의 타율, 72개의 장타, 113개의 타점을 기록하며 또 다른 강력한 활약을 펼쳤다. 그의 20개의 3루타는 아메리칸 리그 선두였다. 다시 한번, 그는 다른 세너터스 타자들보다 훨씬 많은 타점을 기록했다. 샘 라이스보다 26타점 더 많았다. 세너터스는 쉽게 두 번째 연속 페넌트를 따냈으며, 필라델피아 애슬레틱스를 8+1⁄2경기 차로 앞섰다. 1925년 월드 시리즈에서 고슬린이 3홈런, 6타점, 장타율 0.692를 기록했음에도 불구하고, 세너터스는 시리즈에서 3-1 리드를 잡았음에도 불구하고 파이 트레이너, 카이카이 카일러 및 맥스 캐리가 이끄는 피츠버그 파이리츠 팀에게 7경기에서 패배했다.
1924년과 1925년 아메리칸 리그 최우수 선수상은 고슬린의 팀 동료인 월터 존슨과 로저 페킨포에게 돌아갔다.
고슬린은 1926년과 1927년에 각각 0.354와 0.334의 타율을 기록하며 아메리칸 리그 최고의 타자 중 한 명으로 계속 활약했지만, 그의 최고의 시즌은 1928년에 왔다. 그 해 그는 개인 최고 타율인 0.379로 아메리칸 리그 타격왕을 차지했다. 또한 0.442의 출루율(리그 3위), 0.614의 장타율(리그 3위), 17개의 홈런(리그 3위), 63개의 장타(리그 4위)를 기록하며 리그 선두권에 들었다.
1928년 타격왕은 시즌 마지막 날까지 결정되지 않았다. 고슬린과 세인트루이스 브라운스의 하이니 마누시는 마지막 경기에 앞서 동점이었고, 세너터스와 브라운스는 마지막 경기에서 서로 맞붙었다. 고슬린은 9회에 타석에 들어설 때 마누시를 앞서고 있었다. 만약 고슬린이 아웃되면 타격왕을 놓칠 것이었다. 로런스 리터의 1966년 구술 역사서 "더 글로리 오브 데어 타임즈"에서 고슬린은 이어지는 사건들을 묘사했다. 감독 버키 해리스는 고슬린에게 타석에 설지 앉을지 결정하도록 맡겼다. 고슬린은 타격왕을 차지하기 위해 앉기로 결정했지만, 그의 팀 동료들(특히 조 저지)은 그가 타석에 서지 않으면 겁쟁이처럼 보일 것이라고 놀렸다. 고슬린은 타석에 서기로 설득되었고 즉시 두 번의 스트라이크를 맞았다. 그 시점에서 고슬린은 자신이 퇴장을 당하기 위해 애썼지만 실패했다고 회상했다. 그렇게 되면 타석 기록은 사라지기 때문이었다. 고슬린은 스트라이크 콜에 대해 홈 플레이트 심판에게 욕설을 퍼붓기 시작했지만, 심판은 그에게 퇴장시키지 않을 것이며 볼넷도 주지 않을 것이니 다시 타석에 서서 스윙하는 것이 좋다고 말했다. 고슬린은 결국 마누시를 아주 근소한 차이로 이기기 위해 자신이 "운이 좋은 안타"라고 부른 것을 쳤다.

### 세인트루이스 브라운스 (1930-1932)

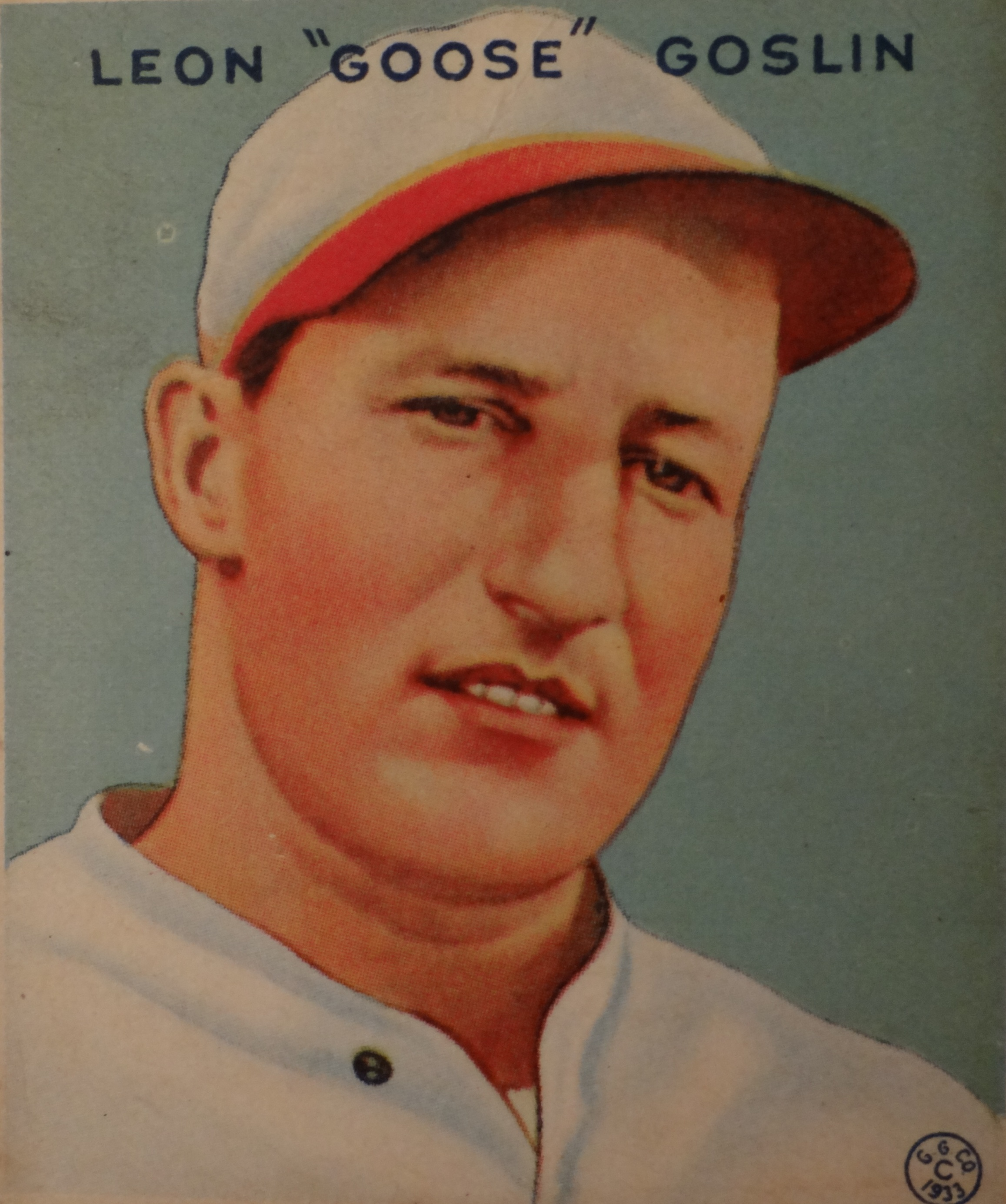
고슬린의 1933년 구디 카드.

1930년 6월 13일, 워싱턴은 고슬린을 앨빈 크라우더와 하이니 마누시를 대가로 세인트루이스 브라운스로 트레이드했다. 고슬린은 1930년 브라운스에서 0.326의 타율과 개인 최고 장타율 0.652를 기록했다. 브라운스에서 101경기에 출전하여 고슬린은 30홈런, 100타점, 62개의 장타를 기록했다. 고슬린은 1931년에도 브라운스에서 또 다른 견실한 시즌을 보냈으며, 타율 0.328, 개인 최고 42개의 2루타, 76개의 장타, 105타점을 기록했다.
1932년에 고슬린의 타율은 0.299로 떨어졌지만, 그는 여전히 브라운스에서 104타점을 기록했다. 4월 12일 개막전에서 고슬린은 12개의 세로 녹색 줄무늬가 있는 배트를 들고 시카고 화이트삭스를 상대로 타석에 들어섰다. 이 배트는 경기에서 퇴출되었고, 다음 날 아메리칸 리그 회장 윌리엄 해리지는 "얼룩말 배트"가 수비팀에 방해가 된다며 불법이라고 선언했다.

### 워싱턴 세너터스 (1933)
1932년 12월 14일, 고슬린은 세너터스로 다시 트레이드되었다. 고슬린은 세너터스를 1933년 월드 시리즈로 이끌었다. 세너터스는 역사상 세 번의 월드 시리즈에만 출전했으며, 고슬린은 그 모든 시리즈의 모든 경기에서 세너터스에서 뛰었다. 그러나 고슬린은 1933년에 평소의 파워를 보여주지 못했다. 그의 64타점과 0.452의 장타율은 그의 루키 시즌 이후 가장 낮은 수치였다.

### 디트로이트 타이거스 (1934-1937)
1933년 12월, 세너터스는 존 스톤을 대가로 고슬린을 디트로이트 타이거스로 트레이드했다. 고슬린은 나중에 구단주 클라크 그리피스가 자신에게 돈을 지불할 여유가 없다고 말했다고 회상했다. 세너터스가 월드 시리즈에 진출했음에도 불구하고, 팀은 돈을 벌지 못하고 있었다. 디트로이트에서 고슬린은 찰리 게링거와 행크 그린버그와 합류하여 디트로이트의 "G-맨"으로 알려졌다. 고슬린은 1934년 타이거스에서 151경기에 출전했으며, 이 중 145경기는 팀의 주전 좌익수로 출전했다. 그는 타율 0.305, 100타점, 106득점, 38개의 2루타를 기록하며 아메리칸 리그 최우수 선수 투표에서 14위를 차지했다. 그는 팀이 101승 53패의 기록으로 아메리칸 리그 페넌트를 차지하는 데 기여했다.
고슬린은 1935년에 또 다른 강한 시즌을 보냈으며, 111타점, 87득점, 56개의 볼넷, 34개의 2루타를 기록했다. 그는 타이거스가 두 번째 연속 아메리칸 리그 페넌트를 차지하는 데 기여했다. 1935년 월드 시리즈에서 그는 0.407의 출루율을 기록했다. 마지막 경기에서 고슬린은 9회말 2아웃 동점 상황에서 타석에 들어섰다. 그는 끝내기 안타를 쳐서 결승 타점을 기록했다.
1936년, 고슬린은 디트로이트에서 최고의 시즌을 보냈으며, 0.315의 타율, 0.403의 출루율, 66개의 장타, 125타점, 122득점을 기록했다. 그는 또한 그의 경력에서 처음으로 아메리칸 리그 올스타 팀에 선정되었다. 1936년 7월 28일, 고슬린은 야구 역사상 가장 특이한 홈런 중 하나를 쳤다. 고슬린은 공을 우익수와 중견수 사이의 간격으로 날려 보냈다. 조 디마지오와 마이릴 호그는 외야에서 충돌하여 몇 분 동안 둘 다 의식을 잃었다. 고슬린은 인사이드 더 파크 홈런으로 베이스를 돌았다.
1937년, 고슬린의 타율은 77포인트 급락하여 0.238로, 그의 경력에서 현재까지 가장 낮은 타율을 기록했다. 그는 또한 타이거스의 주전 좌익수 자리를 잃었으며, 그 포지션에서 39경기만 선발 출전했다. 1937년 10월 3일, 고슬린의 아버지가 사망한 지 5일 후, 그는 타이거스에 의해 무조건 방출되었다.

### 워싱턴 세너터스 (1938)
타이거스에서 방출된 후, 고슬린은 나중에 ("더 글로리 오브 데어 타임즈"에서) 그의 옛 상사인 클라크 그리피스로부터 워싱턴에서 시작했던 곳으로 돌아가 경력을 마치는 데 관심이 있는지 묻는 전화를 받았다고 회상했다. 고슬린은 제안을 수락했지만, 1938년 시즌 동안 세너터스에서 38경기에서 0.158의 타율만을 기록했다.

### 경력 통계
고슬린은 18년간의 메이저 리그 경력을 마친 후 0.316의 타율, 0.500의 장타율, 2,735안타, 1,612타점, 500개의 2루타, 173개의 3루타를 기록했다. 그는 11시즌 동안 100타점 이상을 기록했으며, 1924년 타점 부문 리그 선두는 베이브 루스의 트리플 크라운을 가로막았다. 그는 11시즌 동안 0.300 이상을 기록했다. 그는 또한 한 경기에서 3개의 홈런을 세 번 쳤고, 한 경기에서 5개의 안타를 다섯 번 쳤으며, 40개의 4안타 경기를 기록했다.
고슬린은 방문 선수로서 양키 스타디움 (1923년)에서 32개의 홈런을 기록하며 역대 최다 홈런 기록을 보유하고 있다.

## 말년

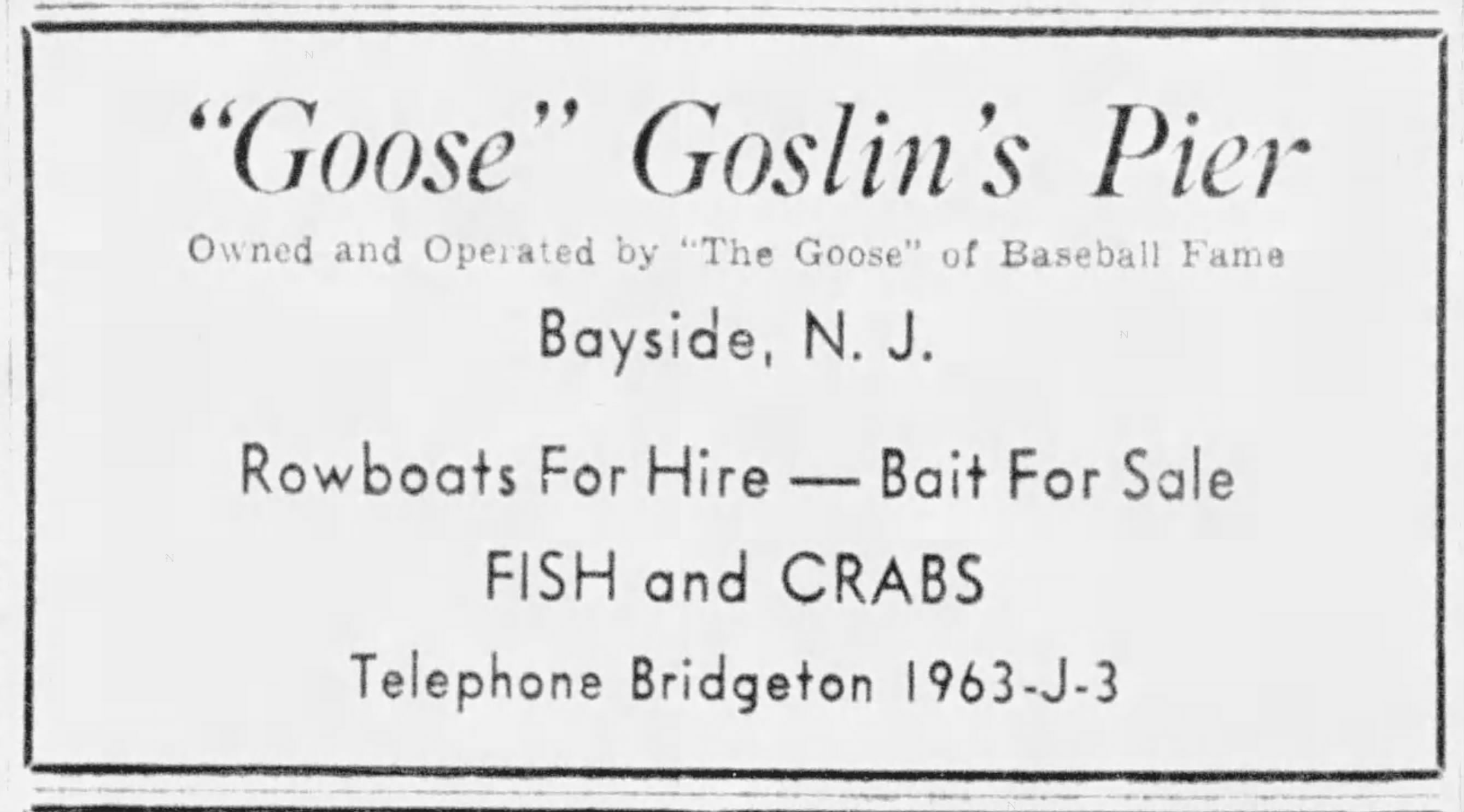
고슬린의 낚시 캠프 광고, 1950년

1939년 4월, 고슬린은 인터스테이트 리그의 트렌턴 세너터스에서 선수 겸 감독이 되었다. 그는 1941년 8월까지 트렌턴의 감독으로 남아있었다.
고슬린은 1940년 필라델피아에서 매리언 월리스와 결혼했다. 그들은 글래스보로 (뉴저지주)에 살았다. 그들에게는 자녀가 없었다. 그의 아내는 긴 투병 끝에 1959년 1월에 사망했다.
고슬린은 평생 사우스 저지의 거주자였다. 그는 수년 동안 글래스보로 (뉴저지주)에 큰 집을 소유했지만, 아내가 죽은 후 팔았다. 1940년대 초반, 그는 또한 그리니치 타운십 베이사이드의 스토 크릭을 따라 60에이커 이상의 목초지를 매입했다. 그 부동산에는 12개의 건물, 40척 이상의 보트, 레스토랑, 테이블과 의자가 있는 일광욕실이 포함되어 있었다. 고슬린은 결혼 기간 동안 그 부동산에서 여름을 보냈고, 나중에는 그 부동산에서 살면서 보트, 낚시 도구, 오두막을 빌려주고 생선, 게, 점심을 팔았다. 한때 그는 그 부동산에서 매일 100부셸 이상을 배송하기도 했다.

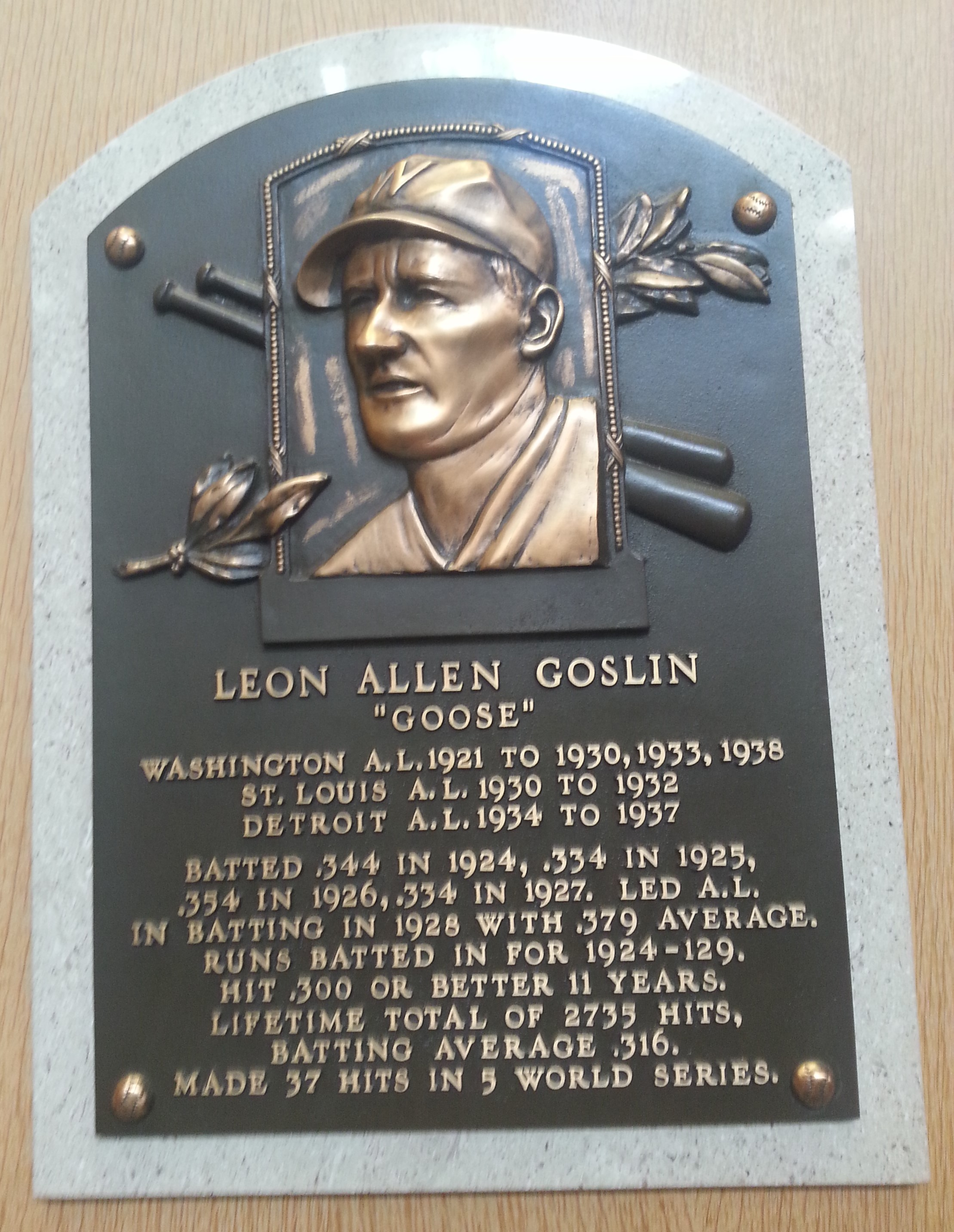
미국 야구 명예의 전당에 있는 고슬린의 명패

고슬린은 1968년에 베테랑 위원회에 의해 야구 명예의 전당에 헌액되었다. 1968년 7월 헌액식에서 고슬린은 감격에 휩싸여 이렇게 말했다: "나는 행운아였습니다. 이 위대한 선수들과 경쟁할 건강과 힘을 주신 하나님께 감사드립니다. 이것을 결코 잊지 않을 것입니다. 이것을 무덤까지 가져갈 것입니다."
고슬린은 건강이 악화된 후 1969년에 보트 대여 사업에서 은퇴했다. 1969년 1월에 흡연 중 잠이 들면서 소파에 불이 붙어 복부 화상 치료를 위해 입원했다. 그는 또한 1970년 7월에 후두를 제거했다. 1971년 5월, 고슬린은 브리지턴 (뉴저지주)의 브리지타운 병원에서 70세의 나이로 사망했으며, 세일럼 (뉴저지주)의 세일럼 침례교 묘지에 묻혔다.

## 영예 및 유산
1999년, 고슬린은 더 스포팅 뉴스(The Sporting News)의 야구 위대한 선수 목록에서 89위에 올랐고, 메이저 리그 베이스볼 올센추리 팀의 최종 후보로 지명되었다. 고슬린은 스포츠 일러스트레이티드의 뉴저지주 스포츠 인물 50인 목록에서 6위에 올랐다.
체리 힐 (뉴저지주)에 위치한 미국야구연구협회의 사우스 저지 지부는 고슬린의 이름을 따서 명명되었다.

## 같이 보기
- 1935년 디트로이트 타이거스 시즌
- 메이저 리그 베이스볼 통산 홈런 순위
- 메이저 리그 베이스볼 통산 안타 순위
- 메이저 리그 베이스볼 통산 2루타 순위
- 메이저 리그 베이스볼 통산 3루타 순위
- 메이저 리그 베이스볼 통산 득점 순위
- 메이저 리그 베이스볼 통산 타점 순위
- 메이저 리그 베이스볼 통산 루타수 순위
- 메이저 리그 베이스볼 사이클링 히트 달성자 목록
- 메이저 리그 베이스볼 연간 타점 선두 목록
- 메이저 리그 베이스볼 타격왕 목록
- 메이저 리그 베이스볼 연간 3루타 선두 목록
- 메이저 리그 베이스볼 3루타 기록
- 메이저 리그 베이스볼 통산 도루 순위

## 더 읽어보기
- Sarnoff, Gary A. (2009). 《The Wrecking Crew of '33: The Washington Senators' Last Pennant》. McFarland. ISBN 9780786454822. 2020년 1월 14일에 확인함.
- Ritter, Lawrence (1992). 《Glory of Their Times》. Harper Collins. ISBN 9780688112738. 2020년 1월 14일에 확인함.
- Waltzer, Jim (2001). 《Tales of South Jersey: Profiles and Personalities》. Rutgers University Press. ISBN 9780813530079. 2020년 1월 14일에 확인함.
- Zardetto, Ray (2010). 《'30: Major League Baseball's Year of the Batter》. McFarland. ISBN 9780786452200. 2020년 1월 14일에 확인함.